# Allocosa obturata
Allocosa obturata är en spindelart som först beskrevs av Lawrence 1928.  Allocosa obturata ingår i släktet Allocosa och familjen vargspindlar.
Artens utbredningsområde är Namibia. Inga underarter finns listade i Catalogue of Life.